# 吉田珠姫
吉田 珠姫（よしだ たまき、1961年1月-水瓶座）は、日本の小説家。東京都大田区出身。女性。血液型はA型。

## 経歴
第一回花丸新人賞応募作品『砂糖菓子の家』で1993年にデビュー。（しかし商業誌デビュー作品は1992年発行『月刊LCミステリー』（学研）に掲載された『犬笛』とされる。）主にボーイズラブ作品を手掛けているが、2013年以降はTLやホラー、婚活エッセイなど幅広く執筆している。ハードロックな音楽を好み少女時代は部屋の壁にリッチー・ブラックモアのポスターを貼っていた。

## 作品リスト

### BL作品

#### 花丸ノベルズ・花丸文庫（白泉社）
天にとどく樹シリーズ（花丸ノベルズ）
- 天にとどく樹（イラスト/杉本亜未・寒月水せい）1993年9月
- プロメテウスの鎖（イラスト/杉本亜未）1994年2月
- 魔術師（イラスト/のやま雪）1994年8月
- 灯台（イラスト/のやま雪）1996年1月
- ゆく道のすべてに（イラスト/のやま雪）1999年7月
- 祝福をください（イラスト/のやま雪）2003年7月
- 幸せをわけてあげたい（イラスト/のやま雪）2005年1月

天にとどく樹スピンオフ作品（花丸文庫）
- 石黒和臣氏の、ささやかな愉しみ（イラスト/のやま雪）1998年9月
- 石黒和臣氏の禁欲的な日々（イラスト/のやま雪）2000年10月
- 石黒和臣氏の良心的な仕事ぶり（イラスト/のやま雪）2001年9月
- 石黒和臣氏の心づくしの贈り物（イラスト/のやま雪）2002年12月
- 石黒和臣氏の秘かな復讐（イラスト/のやま雪）2005年7月
- 石黒和臣氏のけなげな奉仕（イラスト/のやま雪）2006年8月
- 石黒和臣氏の穏やかな休日（イラスト/のやま雪）2007年6月
- 石黒和臣氏の愛情あふれる調教（イラスト/のやま雪）2009年1月
- 石黒和臣氏の説く、正しい『日本犬』のあり方（イラスト/のやま雪）2012年4月
- どうにもとまらない（イラスト/のやま雪）2000年2月

特等席シリーズ（花丸ノベルズ）
- 特等席（イラスト/のやま雪）1995年8月
- 微熱　特等席・2（イラスト/のやま雪）1996年1月
- 星冠を編む九月（イラスト/のやま雪）1997年2月

特等席スピンオフ作品（花丸文庫）
- 秘密のまこちゃん（イラスト/のやま雪）1998年3月

旦那さまシリーズ（花丸文庫）
- 旦那さま、お手をどうぞ（イラスト/香雨）2000年5月
- 旦那さまはご機嫌ななめ（イラスト/香雨）2000年8月
- 旦那さまに赤い薔薇（イラスト/香雨）2001年2月
- 旦那さまは危険な香り（イラスト/香雨）2001年5月
- 旦那さまに甘いキス（イラスト/香雨）2001年7月
- 旦那さまは愛の狩人（イラスト/香雨）2002年1月
- 旦那さまは恋の共犯者（イラスト/香雨）2002年4月
- 旦那さまに誘惑の罠（イラスト/香雨）2002年10月
- 性悪猫（イラスト/香雨）2004年3月
- 旦那さまと灼熱の夜（イラスト/香雨）2004年3月
- 旦那さまとウエディングベル（イラスト/香雨）2005年10月
- 旦那さまは執事に首ったけ（イラスト/香雨）2013年5月

単発系
- お笑いを一席（イラスト/原田妙子）1999年3月
- お殿様のおもちゃ（イラスト/原田妙子）1999年11月
- ホラー競作集・鬼火『むかさり』　2000年7月
- 恋と喧嘩は江戸の華（イラスト/原田妙子）2000年12月
- 熱々を召し上がれ（イラスト/原田妙子）2002年2月
- ヴァージン・キラー！（イラスト/よしいくざんす）2002年6月
- 獣夏（イラスト/よしいくざんす）2002年7月
- 魔惑の瞳にやられそう！（イラスト/高城可奈）2004年1月
- 快楽の罠（イラスト/羽根田実 ）2005年4月
- 快楽の檻（イラスト/羽根田実 ）2006年2月
- 冷たい瞳の騎士（イラスト/大和名瀬）2006年12月
- 風にそよぐ綺麗な色のカーテン（イラスト/佐和佳乃）2008年5月
- 隷属の人魚（イラスト/高座朗 ）2010年4月

#### （リーフ出版）
- 春ものがたり（イラスト/吹山りこ）1996年2月
- 夏の破片（イラスト/葦野緻衣）1996年8月
- 愛の奴隷（イラスト/あきばじろぉ）1997年4月
- みんな誰かの王子様（イラスト/あきばじろぉ）1997年7月

#### ガッシュ文庫（海王社）
神官シリーズ
- 神官は王に愛される（イラスト/高永ひなこ）2005年9月
- 神官は王を狂わせる（イラスト/高永ひなこ）2007年4月
- 神官は王を恋い慕う（イラスト/高永ひなこ）2007年12月
- 神官は王を悩ませる（イラスト/高永ひなこ）2010年10月
- 神官と王の切なき日々-神官シリーズ番外短編集-（イラスト/高永ひなこ）2011年9月
- 神官は王に操を捧ぐ（イラスト/高永ひなこ）2015年5月
- 神官と王、夢幻のごとき日々-神官シリーズ番外編集二- （イラスト/高永ひなこ）2016年1月

天にとどく樹シリーズ
- 天にとどく樹（イラスト/のやま雪）2008年5月　※復刊
- 魔術師（イラスト/のやま雪）2008年5月　※復刊
- 灯台（イラスト/のやま雪）2008年6月　※復刊
- ゆく道のすべてに（イラスト/のやま雪 ）2008年6月　※復刊
- どこまでもなにがあっても（イラスト/のやま雪）2008年8月
- 祝福をください（イラスト/のやま雪）2013年4月　※復刊
- 幸せをわけてあげたい（イラスト/のやま雪）2013年5月　※復刊

単発系
- 恋獄の獣に愛されて（イラスト/相下猛）2006年7月
- 恋獄の獣との愛の日々（イラスト/相下猛）2006年11月
- 恋の呪文（イラスト/ホームラン・拳）2007年8月
- 愛の魔法（イラスト/ホームラン・拳）2008年12月
- 青色蜘蛛（イラスト/金ひかる）2012年9月
- 大奥恋情絵巻〜夜桜恋し〜（イラスト/サマミヤアカザ）2016年10月
- 砂漠の王と偽りの未亡人（イラスト/石田恵美）2019年2月

#### シャレード文庫（二見書房）
- ピジョン・ブラッド（イラスト/門地かおり）2006年12月
- ブラック・オパール（イラスト/みなみ恵夢）2010年7月
- 鬼畜（イラスト/相葉キョウコ）2011年2月
- 誘春（イラスト/笠井あゆみ）2015年3月　※『獣夏』（白泉社）収録作品『誘春』を加筆修正したもの
- 堕ちた天使は死ななければならない（イラスト/yoco）2017年7月
- 獣宴（イラスト/ヒノアキミツ）2020年2月

#### セシル文庫（コスミック出版）
- 夏の破片（イラスト/藤井あや）2007年5月　※復刊+書き下ろし
- 春ものがたり（イラスト/香雨）2008年3月　※復刊+書き下ろし
- 薄くれないの花、流るるがごとく（イラスト/みずかねりょう）2013年11月
- パパは危険なお年頃（イラスト/森原八鹿）2020年3月
- パパは危険なお年頃2（イラスト/森原八鹿）2020年9月

#### もえぎ文庫（学研プラス）
- 快楽の罠（イラスト/Ciel）2012年3月　※復刊
- 快楽の檻（イラスト/Ciel）2013年8月　※復刊

### TL作品

#### ハニー文庫（二見書房）
- 嘘つきなミネルヴァ～王子様は彫刻に恋してる～（イラスト/ゆえこ）2015年12月

### ライトノベル作品

#### X文庫ホワイトハート（講談社）
アイラシリーズ
- アイラ〜セイリアの剣姫〜（イラスト/すがはら竜）2013年3月
- アイラ〜許されぬ想い〜（イラスト/すがはら竜）2013年7月
- アイラ〜永遠の誓い〜（イラスト/すがはら竜）2013年12月
- ユウナ〜秘せられた王子〜（イラスト/すがはら竜）2014年9月※本作のみBL作品

### ライト文芸作品

#### 二見サラ文庫（二見書房）
- むかさり〜ホラー短編集〜（イラスト/光野ひかる）2018年11月

### エッセイ集
- なにがなんでも幸せな結婚をする！〜BL作家が怒涛のアラフィフ婚活で導き出した必勝法〜（イラスト/神楽坂はん子）2018年10月 二見書房

## ドラマＣＤ
- 旦那さま、お手をどうぞ（CV/宮田幸季、鈴置洋孝）2002年10月
- 石黒和臣氏の、ささやかな愉しみ（CV/真殿光昭、神崎ちろ）2003年12月
- 神官は王に愛される（CV/千葉進歩、中井和哉）2006年7月
- 神官は王を狂わせる（CV/千葉進歩、中井和哉）2008年4月
- 神官は王を恋慕う（CV/千葉進歩、中井和哉）2008年10月